# Ghiacciaio Cardell
Il ghiacciaio Cardell (in inglese Cardell Glacier) (66°25′S 65°32′W) è un ghiacciaio situato sulla costa di Loubet, nella parte occidentale della Terra di Graham, in Antartide. Il ghiacciaio, il cui punto più alto si trova 890 m s.l.m., scorre sul versante della dorsale di Roygos e fluisce verso nord-ovest fino ad entrare nella baia di Darbel, tra punta Shanty e la scogliera Panther.

## Storia
Il ghiacciaio Cardell è stato mappato dal British Antarctic Survey, che all'epoca si chiamava ancora Falkland Islands and Dependencies Survey, grazie a fotografie aeree scattate dalla Hunting Aerosurveys Ltd nel 1955-57. Il ghiacciaio è stato poi così battezzato nel 1954 dal Comitato britannico per i toponimi antartici in onore di John D.M. Cardell, chirurgo oftalmico inglese, che sviluppò la prima maschera da neve adatta ai climi antartici combinando un'adeguata protezione e ventilazione ad uno sicuro e sufficiente campo visivo.